# Nummer Een
Nummer Een is een buurtschap in de Nederlandse gemeente Sluis, provincie Zeeland. De buurtschap ligt in West-Zeeuws-Vlaanderen. 
De merkwaardige naam is te danken aan het feit dat dit het eerste kavel van de Hoofdplaatpolder betrof.
De buurtschap ligt aan de Westerschelde, tussen Breskens en Hoofdplaat in. Zij is ontstaan eind 18e eeuw toen de Hooge Plaete, een zandbank, werd drooggelegd en ingepolderd, waarbij de Hoofdplaatpolder ontstond. Deze werd verdeeld in een (oostelijk) Zeeuws gedeelte en een (westelijk) gedeelte dat tot de toenmalige Generaliteitslanden behoorde. In de nieuwe polder werden paaltjes gezet met nummers en bij paaltje nr 1 (oostelijk van Breskens), vormde zich een buurtschap van overwegend rooms-katholieke, uit Vlaanderen afkomstige, landarbeiders. Daarom heeft er lange tijd een katholieke kerk gestaan in het naburige Slijkplaat. Er wonen thans nog wel oorspronkelijke Nummer-Eeners, maar een deel van de vaste bewoners is van elders afkomstig en tevens wordt een deel van de woningen als vakantiewoning gebruikt. Nummer Een had vroeger een molen, die echter in de 19e eeuw afbrandde. Een pad langs de vaart (van Slijkplaat naar Nummer Een) heet ook nu nog het "Molenpad"  en herinnert aan deze reeds lang verdwenen molen. In Nummer Een is een sluisje waar het water van de vaart op de Westerschelde uitloopt.

## Natuurgebied
Door Staatsbosbeheer werd, ten westen van Nummer Een, in een inlaag een loofbos van 15 ha aangeplant, waarin zich ook enkele graslandjes en poelen bevinden. Dit gebied is opengesteld voor extensieve recreatie.
Steden: Aardenburg · IJzendijke · Oostburg · Sint Anna ter Muiden · Sluis

Dorpen: Breskens · Cadzand · Eede · Groede · Hoofdplaat · Nieuwvliet · Retranchement · Schoondijke · Sint Kruis · Waterlandkerkje · Zuidzande

Buurtschappen: Akkerput · Bakkersdam · Balhofstede · Biezen · Boerenhol · Braamhul · De Brabander · De Bracke · Cadzand-Bad · Cathelijneschans/Schans · Dam · De Dam · Draaibrug · Halve Maantje · Hans Vriezeschans · Het Eiland · Goedleven · Groeneboomgaard · Grootendam/De Hoogedam · Heille · Hoogendijk · Hoogeweg · Kapitalendam · Ketelaarstraat · Klakbaan · Klein-Brabant · Konijnenberg · Koninginnehaven · Kruisdijk · Kruishoofd · Maagdenberg · Maagd van Gent (deels) · Maaidijk · Marollenput · Moershoofde (deels) · Moleke (deels) · Molentje · Mollekot (deels) · De Munte · Nieuwesluis · Nieuwland · Nieuwvliet-Bad · Nolle · Nummer Een · Oostburgsche Brug · Oosthoek (deels) · Oudeland · Oudemenne · De Pas · Plankenpoortje · Plakkebord · De Platluis · Polderstraat/Steenoven · 't Poldertje · Ponte · Ponte-Avancé · Pyramide · Rijksweg · Ronduit · Roodenhoek · Sasput · Scherpbier · Sint Pieter · Slepershaven/Slapershaven · Slijkplaat · Slikkenburg · Sluissche Veer · Smedekensbrugge · Spitsbroek · Steenhoven · Steenoven · Stenen Heule · Stroopuit · Terhofstede · Ter-Moere · Tol (Schoondijke) · Tol (Waterlandkerkje) · De Tol · Tragel · Turkeye · Valeiskreek · Veldzicht · Veldzicht (deels) · De Verkorting · Verklikker · Vuilpan · Wafeldorp · Waterhoek · Waterloo · Zandertje · Het Zwindorp

Historische plaatsen: De Keizer · Oude Stad (Aardenburg) · Pannenhuis · Potjes

Zeeland: Steden en dorpen in Zeeland      Nederland: Provincies · Gemeenten